# Sean Saves the World
Sean Saves the World è una serie televisiva statunitense creata da Victor Fresco per NBC con protagonista Sean Hayes, trasmessa a partire dal 3 ottobre 2013.
Il 28 gennaio 2014, dopo 13 episodi trasmessi, a causa dei bassi ascolti registrati, la serie è stata rimossa dai palinsesti, e gli ultimi due episodi prodotti sono stati resi disponibili sulle piattaforme online.

## Trama
Sean è un padre gay divorziato, con una carriera lavorativa di successo, ma molto impegnativa. Quando sua figlia quattordicenne va a vivere con lui a tempo pieno, è costretto a destreggiarsi tra la sua vita lavorativa e l'invadenza di sua mamma, il tutto mentre cerca di essere il miglior padre di tutti. Tuttavia, le pressioni degli imprevisti lavorativi destabilizzano l'equilibrio che sta cercando di creare.

## Personaggi e interpreti
- Sean Harrison, interpretato da Sean Hayes.
- Lorna Harrison, interpretata da Linda Lavin: è la madre di Sean.
- Ellie Harrison, interpretata da Samantha Isler: è la figlia di Sean.
- Max Thompson, interpretato da Thomas Lennon: è il nuovo capo di Sean.
- Liz, interpretata da Megan Hilty: è la miglior amica di Sean nonché collega di lavoro.
- Hunter, interpretato da Echo Kellum: è un collega e amico di Sean.

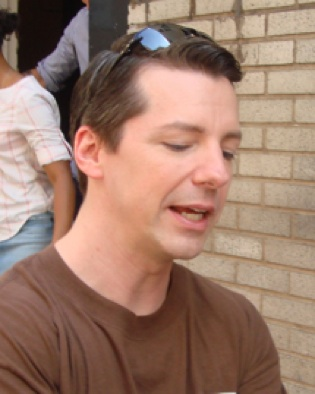
Sean Hayes interpreta Sean Harrison
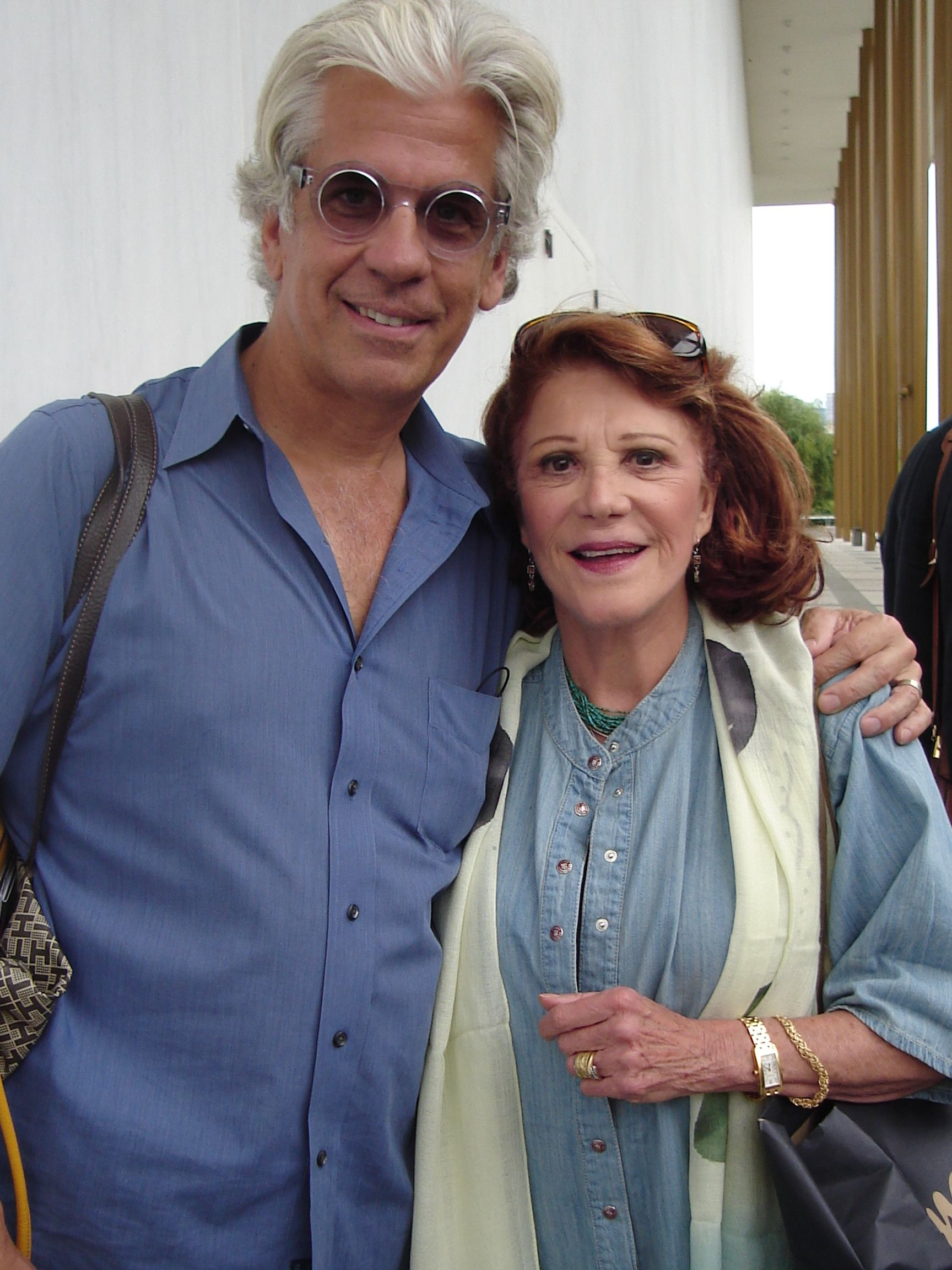
Linda Lavin interpreta Lorna
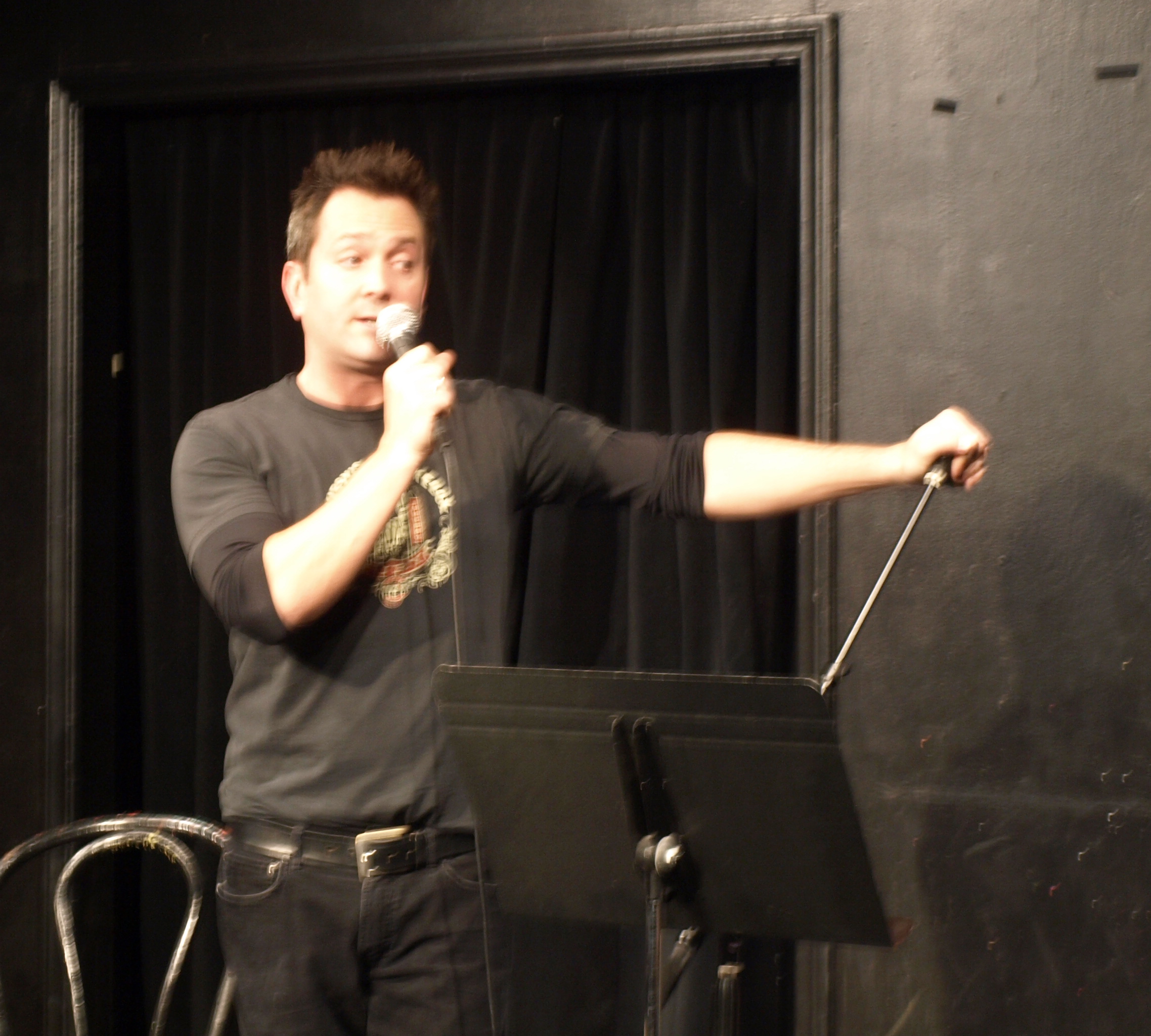
Thomas Lennon interpreta Max
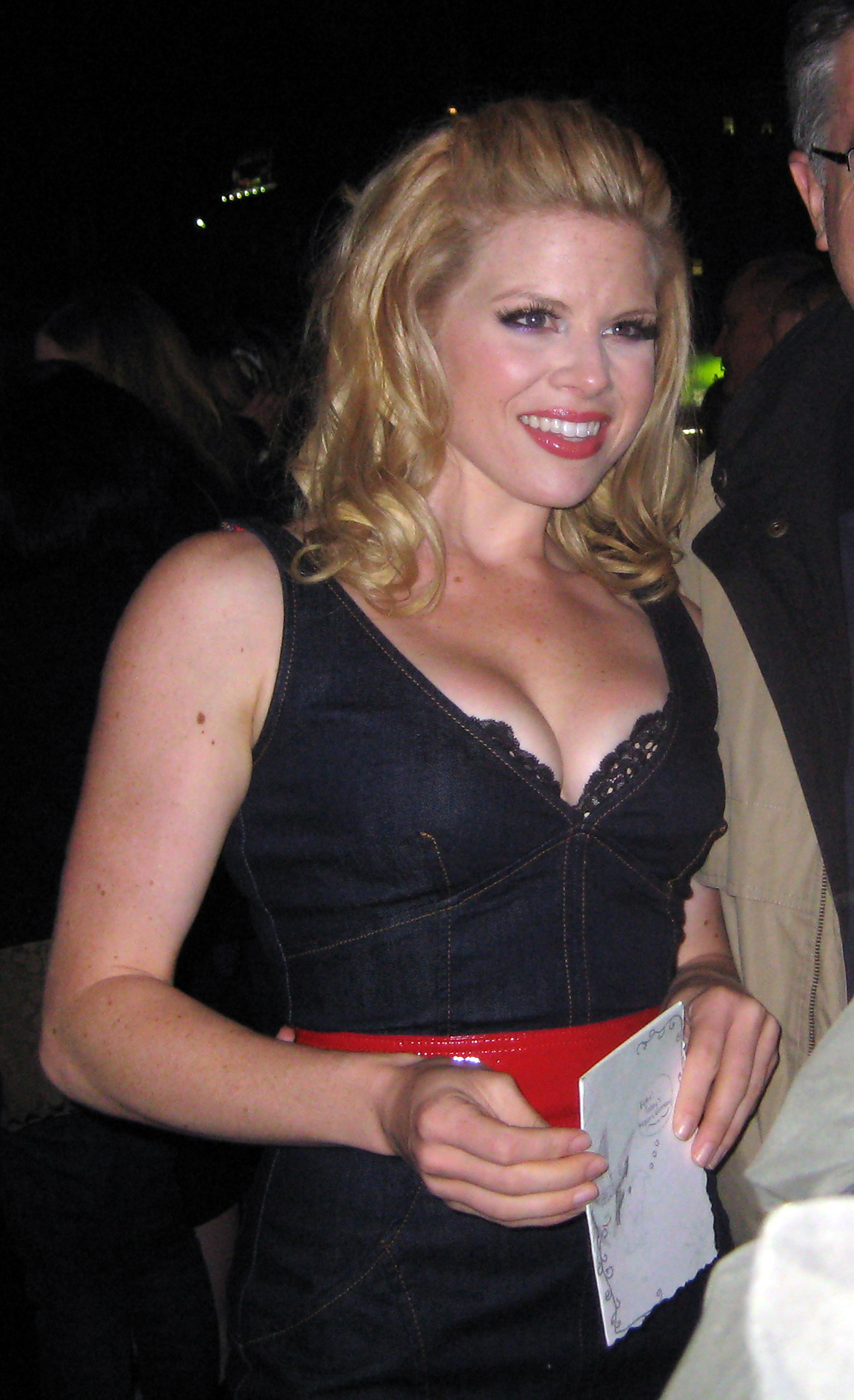
Megan Hilty interpreta Liz

## Episodi
| Stagione       | Episodi | Prima TV USA | Prima TV Italia |
| -------------- | ------- | ------------ | --------------- |
| Prima stagione | 15      | 2013-2014    | inedita         |

## Produzione
Le prime voci del progetto risalgono a dicembre del 2012, con Sean Hayes come protagonista. Il 22 gennaio 2013, NBC ha ordinato l'episodio pilota sotto il titolo di Happiness.
Il 9 maggio 2013, NBC ordinò ufficialmente la serie, con il nuovo titolo Sean Saves The World. L'8 novembre 2013, NBC aveva ordinato la produzione di altri cinque episodi aggiuntivi alla prima stagione, portando il totale a diciotto episodi. Il 28 gennaio 2014, tuttavia, a causa dei bassi ascolti registrati, la rete cancellò la serie, sospendone la produzione e rimuovendola dai palinsesti, dopo la messa in onda del tredicesimo episodio. Gli ultimi due episodi prodotti sono stati resi disponibili il 24 marzo dello stesso anno sulle piattaforme online.

### Casting
I casting per i restanti ruoli da regular sono iniziati nel febbraio 2013, con Linda Lavin scelta per il ruolo di Lorna, la madre dura e testarda di Sean. Echo Kellum è stato il secondo attore ad entrare nel cast della serie, nel ruolo di Hunter, uno dei collaboratori di Sean. Successivamente Thomas Lennon si unì alla serie nel ruolo di Max, il nuovo proprietario della società dove lavora Sean. Alla fine di febbraio, Samantha Isler si è unita al cast nel ruolo di Ellie, la figlia di Sean. Lindsay Sloane è stata scritturata come Liz, collega e migliore amica di Sean. Infine Vik Sahay ha firmato per apparire nella serie nel ruolo ricorrente di Howard, collega di Sean.
L'11 maggio 2013, Lindsay Sloane abbandona il ruolo di Liz, occupato successivamente da Megan Hilty.